# IPhone 16 Pro
iPhone 16 Pro та iPhone 16 Pro Max — смартфони, розроблені та представлені компанією Apple Inc. Вони є вісімнадцятим поколінням флагманських iPhone, що є наступниками iPhone 15 Pro та iPhone 15 Pro Max. Пристрої були представлені разом з iPhone 16 на спеціальному заході Apple в Apple Park у Купертіно, Каліфорнія, 9 вересня 2024 року. Попередні замовлення почалися 13 вересня 2024 року.

## Технічні характеристики

### Дизайн і дисплей
Моделі iPhone 16 Pro зберігають безрамковий дизайн дисплея, але тепер мають тонші рамки, які є найтоншими серед усіх продуктів Apple на сьогодні. iPhone 16 Pro та iPhone 16 Pro Max оснащені більшими 6,3-дюймовими та 6,9-дюймовими дисплеями Super Retina XDR OLED відповідно. iPhone 16 Pro Max пропонує найбільший дисплей серед усіх iPhone. Обидві моделі Pro представлені в чотирьох нових кольорах: пустельний титан, натуральний титан, білий титан та чорний титан, забезпечуючи легкий і стійкий до подряпин корпус.

### Апаратне забезпечення
Моделі iPhone 16 Pro працюють на чипі Apple A18 Pro, створеному за технологією другого покоління 3-нанометрового процесу (TSMC N3E), що значно підвищує продуктивність, особливо для завдань, пов'язаних зі штучним інтелектом. Чип має 6-ядерний центральний процесор, 6-ядерний графічний процесор та 16-ядерний нейронний процесор зі швидкістю 35 трильйонів операцій на секунду, що прискорює можливості машинного навчання та дозволяє безперешкодну інтеграцію функцій Apple Intelligence. Обидві моделі мають 8 ГБ оперативної пам'яті та варіанти сховища від 128 ГБ (256 ГБ для Pro Max) до 1 ТБ.
Усі моделі ‌iPhone 16‌ мають покращену систему охолодження. Основну логічну плату оновлено, чип розміщено по центру, що оптимізує навколишню архітектуру. Лінійка ‌iPhone 16 Pro‌ використовує шасі зі 100 % переробленого алюмінію, поєднане з титановою рамкою методом твердотілої дифузії, разом з графітовим покриттям алюмінієвої підструктури. Нова система охолодження покращує стабільність продуктивності в іграх на 20 % порівняно з A17 Pro.
Новий модем Qualcomm Snapdragon X75 забезпечує кілька поліпшень, зокрема підтримку 5G Advanced, знижене енергоспоживання та покращену агрегацію 5G-мереж для швидшого завантаження. Ці оновлення повинні підвищити мобільну підключеність на понад 20 %.
Кожна модель у лінійці iPhone 16 підтримує Wi-Fi 7.

### Камера
Моделі iPhone 16 Pro отримали оновлену систему камер. Вони мають 48 МП ширококутну камеру зі стабілізацією зсуву сенсора (OIS) та автофокусом з двопіксельним фазовим детектуванням (PDAF). Ультраширококутна камера також має 48 МП та 120-градусне поле огляду, оптимізована для умов низької освітленості. Камера з 5-кратним оптичним зумом, яка раніше була ексклюзивною для iPhone 15 Pro Max, тепер доступна в обох моделях. Крім того, відеозапис тепер підтримує 4K при 120 кадрах на секунду, що є найвищою комбінацією роздільної здатності та частоти кадрів для iPhone.

### Здоров'я та функції
Окрім апаратного забезпечення та можливостей ШІ, iPhone 16 Pro пропонує покращене відстеження здоров'я, особливо завдяки інтеграції з Apple Watch Series 10. Годинник також було анонсовано на заході й він матиме функцію виявлення апное уві сні, використовуючи передові можливості відстеження здоров'я та взаємодії між пристроями Apple.

## Програмне забезпечення
Однією з флагманських функцій iPhone 16 Pro є інтеграція з Apple Intelligence — набором можливостей на основі штучного інтелекту, який використовує обробку на пристрої для задач, орієнтованих на конфіденційність. Apple Intelligence покращує функціональність Siri, розширюючи можливості природного розуміння мови та впроваджуючи генеративні функції, такі як створення індивідуальних емодзі та Visual Intelligence, що може аналізувати фотографії та розпізнавати об'єкти в реальному часі. Можливості ШІ розроблені для роботи на пристрої, мінімізуючи обмін даними з зовнішніми серверами.

## Випуск та ціни
Попередні замовлення на iPhone 16 Pro та iPhone 16 Pro Max почалися 13 вересня 2024 року, а у продажу вони з'являться з 20 вересня 2024 року. Модель iPhone 16 Pro стартує з ціни 999 доларів США, а Pro Max — з 1 199 доларів США.